# アン・ヘルム (声優)
アン・ヘルム（Anne Helm、1986年7月6日 - ）は、ドイツの女性声優。姉は女優のルイゼ・ヘイム。

## 人物
アンは政治家としての経験があり、2009年にドイツ海賊党に入党。翌々年にはノイケルン区議会議員となった。2013年ドイツ連邦議会選挙では、同区から海賊党の候補者として立候補した。2014年9月、海賊党を離党したことが明らかとなった。
2016年のベルリン市議会選挙に、左翼党の比例候補として立候補し当選。
声優としての活動は、アンバー・ハード、アナ・ケンドリック、マーゴット・ロビーが出演している映画の吹き替えを務めている。

## 出演作品

### ドラマ
- スイート・ライフ (ヴァイオレット・バーグ)
- ヴァンパイア・ダイアリーズ

### 映画
- ベイブ（ベイブ）
- マイレージ、マイライフ (ナタリー・キーナー)
- ピッチ・パーフェクト (ベッカ)
- ウルフ・オブ・ウォールストリート （ナオミ・ベルフォート)
- ターザン:REBORN (ジェーン・クレイトン（英語版）)
- ワンス・アポン・ア・タイム・イン・ハリウッド (シャロン・テート)

### 国内アニメ
- 機動戦士ガンダムSEED（ラクス・クライン）
- 魔法先生ネギま!（桜咲刹那）

### ゲーム
- キングダムハーツ (ナミネ)